# Jowan Zdrawewski
Jowan Zdrawewski (ur. 15 maja 1981 w Skopju) – macedoński koszykarz, występujący na pozycji niskiego skrzydłowego. W reprezentacji Macedonii występuje od roku 2004. Obecnie występuje w islandzkiej drużynie Skallagrímur w islandzkiej Express League. Zdrawewski został wybrany w roku 2005, oprócz amerykańskiego zawodnika Joeya LaMarconi, najlepszym zagranicznym zawodnikiem ligi islandzkiej.